# Coxina cymograpta
Coxina cymograpta är en fjärilsart som beskrevs av Paul Dognin 1914. Coxina cymograpta ingår i släktet Coxina och familjen nattflyn. Inga underarter finns listade i Catalogue of Life.